# Магистър на официите
Magister officiorum (на гръцки: μάγιστρος τῶν ὀφφικίων, magistros tōn offikiōn) е службата на държавен служител (на латински: „Майстор (Надзирател) на службите“) в късната Римска империя и Византийската империя. Службата Magister officiorum e въведена за пръв път доказуемо по времето на император Константин I (упр. 306–337), създадена е вероятно още от Диоклециан (упр. 284–305).
Magister officiorumът е с praefectus praetorio (Преторианския префект) най-влиятелният цивилен служител, той управлява между другото agentes in rebus и обществените пощенски услуги и редица други дворцови служители. На всеки имперски двор има един magister officiorum, и след края на Западноримската империя през 476 г. тази служба съществува на Запад при Одоакър и при Остготите; през 6 век е доказуем към всеки двор на Меровингите (patricius Партений през 544 г. има доказано тази служба). Той се грижи за имперските фабрики за оръжия, и в Източен Рим от 5 век създадените също limitanei (граничните войски), които той като цивилист обикновено не командва директно. Освен това той е командир над голяма част от охраната на палата (обаче не на excubitores, елитната императорска гвардия, които са подчинени на тяхен comes). При изключения той е ползван също като командир на войската, както през 504 г. magister officiorum Целер в Персийската война на византийския император Анастасий I.
С времето тази служба поема вероятно координацията на външната политика (още през късния 4 век на magister officiorum по тази причина са подчинени също официалните преводачи); един от най-значимите такъв служител е Петър Патриций, който от 539 до 565 г. в тази функция има множество дипломатически мисии за император Юстиниан I (упр. 527–565). В Италия тази служба, която още при остготите (римските сенатори Боеций и Касиодор) има голямо значение, изчезва по време на Готската война през 550 г. (554 г. службата е премахната официално в Италия), в Източен Рим по време на събитията на 7 век.